# L'angelo di fuoco
L'angelo di fuoco (titolo originale russo Огненный ангел, Ognenny angel) op. 37 è un'opera lirica in cinque atti scritta da Sergej Prokof'ev tra il 1919 e il 1926; il libretto è tratto da un romanzo di Valerij Jakovlevič Brjusov ed è stato redatto dal compositore stesso.

## Storia
Nel 1919, durante la sua permanenza negli Stati Uniti, Prokof'ev trovò, in una libreria di New York, una nota rivista russa, Vesij (La bilancia); sfogliandola lesse la storia narrata dal poeta simbolista Brjusov sull'Angelo di fuoco, pubblicata a puntate. Il compositore, affascinato dalla trama del romanzo, senza alcuna commissione, iniziò subito ad abbozzare un'opera sullo stesso argomento e ne scrisse il libretto. Il lavoro era però destinato a essere lungo e difficile, cosa insolita per Prokof'ev che era noto per comporre rapidamente le sue partiture. Quando nel marzo del 1922 il musicista si trasferì a Ettal sulle Alpi Bavaresi, l'ambiente e l'atmosfera suggestiva del luogo gli diedero ulteriori ispirazioni per la sua composizione; qui Prokof'ev rimase per più di un anno, fino all'ottobre del 1923, componendo gran parte de L'angelo di fuoco. Il musicista terminò definitivamente l'opera a Parigi nel 1926 e si mise al lavoro per rifinire l'orchestrazione; nello stesso periodo Bruno Walter, direttore della Städtische Oper di Berlino ebbe notizia, probabilmente da Serge Kussevitzky, del lavoro di Prokof'ev e si dimostrò interessato a metterlo in scena.
Le trattative però non andarono in porto, per diversi motivi; Prokof'ev aveva rivisto l'orchestrazione per la messinscena, ma le parti non arrivarono sufficientemente in tempo e la produzione venne sospesa. Inoltre, probabilmente, Bruno Walter si rese conto della complessità dell'opera e dei costi eccessivi per la realizzazione. Nel giugno 1928 Kussevitzky si interessò ancora all'opera e volle dirigere, ma solo in forma di concerto, a Parigi alla Salle Pleyel, il secondo atto decurtato però di alcune scene. Nel 1930 il Metropolitan si mise in contatto con Prokof'ev per realizzare l'opera, ma anche questa volta le trattative non andarono a buon fine. Per non accantonare del tutto il suo lavoro il musicista nel 1928 ne riprese alcune parti inserendole nella Sinfonia n. 3 op.44.
Considerata poco adatta per i teatri d'occidente, ancor meno in Urss per via delle strette regole dell'ideologia sovietica, il destino de L'angelo di fuoco fu di rimanere dimenticato per molto tempo, nella versione francese, presso Gutheil, l'editore parigino di Prokof'ev. Il compositore, essendo morto nel 1953, non riuscì mai a vedere realizzata la sua opera. La riscoperta del lavoro nel 1952 fece sì che venisse finalmente eseguito, prima in forma di concerto al Théâtre des Champs-Élysées a opera della Radio francese il 25 novembre 1954, poi, nella sua interezza, venne rappresentato al Festival di Musica Contemporanea di Venezia al Teatro La Fenice il 14 settembre 1955 nella versione italiana di Mario Nordio. La direzione fu di Nino Sanzogno, la regia di Giorgio Strehler, i costumi di Ezio Frigerio, le scene di Luciano Damiani, nel ruolo della protagonista vi fu Dorothy Dow.
La partitura autografa di Prokof'ev in russo, un tempo ritenuta perduta, fu ritrovata solo nel 1977 a Londra.

## Argomento

### Il romanzo di Valerij Brjusov
Il poeta simbolista Brjusov scrisse L'angelo di fuoco in chiave simbolica per raccontare una sua vicenda personale in risposta ai ripetuti attacchi letterari subiti da parte di Andrej Bugaev detto Belyj, suo collega e amico poi diventato suo rivale; la causa di tutto fu la relazione con Nina Petrovskaja, moglie dell'editore che pubblicava le opere dei poeti simbolisti, donna provocante dal carattere irrequieto e passionale che fu amante prima di Belyj e poi di Brjusov. 
Brjusov finge nel romanzo di ritrovare un antico manoscritto in cui l'autore narra in sostanza la storia della sua relazione con Nina. Il racconto è fatto in prima persona dal protagonista maschile, Ruprecht, testimone dei fatti e  sotto il cui nome si nasconde il poeta stesso. L'ambientazione è collocata nella Germania del XVI secolo; qui si svolge la storia della tragica ossessione di Renata (Nina), giovane che dopo esser stata avviata a una vita di santità, viene tentata e corrotta dal Diavolo che le è apparso come spirito luminoso, l'Angelo di fuoco (Belyj). Su di uno sfondo che riunisce storia e fantasia si sviluppano numerose vicende con scene di possessione, incantesimi, incontri col Demonio, duelli d'onore, fughe in convento, intervento dell'Inquisitore e infine la condanna al rogo della giovane. Renata muore in cella tra le braccia di Ruprecht che tentava di salvarla; il protagonista alla fine si riconcilia col rivale, decide di partire e, in attesa di imbarcarsi, scrive il manoscritto.
 Al suo romanzo "storico" Valerij Brjusov aveva posto un sottotitolo:

### L'opera di Prokof'ev
Il soggetto del romanzo di Brjusov fu rimodellato sull'idea di materiale sonoro che il musicista aveva in animo di utilizzare; un mondo ricco di magia e di effetti soprannaturali era molto stimolante per il compositore e prevedevano straordinari effetti orchestrali. Il testo di Prokof'ev diventò così più complesso ed enigmatico, ricco di simbolismi e di conflitti che vennero rinforzati dalla partitura. Il finale del romanzo che si risolve pacatamente senza eccessi non aveva soddisfatto Prokof'ev, soprattutto per ragioni teatrali; egli mirava infatti a un epilogo spettacolare a coronare un'opera importante e drammatica. Il grandioso quadro dell'ultimo atto trova infatti la complessità della trama trasportata in una gamma di suoni esuberanti di stampo espressionista accostati a inediti e deformati richiami di contrappunto medievale. Il musicista concentrò tutto il lavoro sulla figura di Renata che divenne protagonista assoluta con la sua impervia parte vocale; è suo il ruolo centrale del finale, il momento di massima tensione espressiva dell'opera che termina con il rogo su cui muore la giovane.

## Trama

### Atto primo
XVI secolo. Il cavaliere Ruprecht, appena tornato dall'America, trova riparo per la notte in una squallida locanda. Il suo sonno viene interrotto dalle grida di una giovane, Renata, che, in preda al delirio, si sente assalita dal demonio. Ruprecht la soccorre e riesce a calmarla; la giovane gli racconta che da bambina era stata visitata da un angelo luminoso, Madiel, che per lungo tempo la seguì, la protesse e la educò alla purezza, predicendole la morte per martirio. A sedici anni, tuttavia, Renata desiderò di unirsi carnalmente a Madiel: l'angelo, adirato, si trasformò in colonna di fuoco e sparì dopo averle bruciato spalle e capelli. In seguito Madiel le riapparve, promettendole di tornare da lei in forma umana: una volta cresciuta, Renata credette di riconoscerlo nel conte Heinrich von Otterheim, del quale divenne amante; dopo un anno d'amore l'uomo la abbandonò, terrorizzato dai deliri della donna, e da allora la giovane vaga per l'Europa in cerca del conte, tormentata da spaventose visioni. La padrona della locanda avverte Ruprecht della pericolosità della giovane. Renata chiede a Ruprecht di aiutarla a ritrovare l'amato, e il cavaliere, nonostante tutto affascinato da lei, accetta di aiutarla. Prima che i due abbandonino la locanda, un'indovina predice alla giovane un tragico destino.

### Atto secondo

#### Quadro primo
Ruprecht e Renata si recano a Colonia. Nella stanza che condivide con Ruprecht, Renata cerca di evocare gli spiriti affinché gli riportino Heinrich, usando gli antichi testi di magia proibiti prestati loro da Glock, un libraio amico di Ruprecht. L'incantesimo sembra funzionare quando si sentono tre colpi alla porta: la giovane corre ad aprire, ma non trova nessuno. Ritorna Glock, che consiglia a Ruprecht di rivolgersi ad Agrippa von Nettesheim, un filosofo che ha fama di alchimista, per chiedergli aiuto.

#### Quadro secondo
Ruprecht si reca da Agrippa, dialoga con lui e gli chiede consiglio; Agrippa tuttavia rivela di non essere un mago, ma uno scienziato; egli rifiuta di aiutare il giovane, consigliandogli di non addentrarsi in situazioni oscure e pericolose.

### Atto terzo

#### Quadro primo
In una strada nei pressi dell'abitazione del conte, Renata, che è riuscita a trovarlo dopo molti tentativi, bussa insistentemente alla sua porta e lo supplica di tornare insieme. Ruprecht raggiunge la giovane e le racconta dell'incontro con Agrippa; Renata, sconvolta, gli dice di esser stata respinta da Heinrich: ormai convinta che il conte non sia il suo angelo, supplica Ruprecht di vendicarla uccidendolo in un duello. Il cavaliere accetta, nella speranza di farla finalmente sua.

#### Quadro secondo
Rupert sfida il conte a duello, ma viene ferito e inizia a delirare. Mentre il suo secondo Mathias va in cerca di un medico, Renata, vedendo Ruprecht in gravi condizioni, comprende di amarlo.

### Atto quarto
Renata e Ruprecht vivono in una casa a Colonia; il giovane, guarito, chiede alla sua amata di sposarlo, ma la giovane decide di ritirarsi in un convento per il bene della propria anima e per non nuocere più al cavaliere. Ruprecht, messosi alla ricerca della donna, arriva in un'osteria dove si imbatte in Faust e Mefistofele. Qui assiste a un prodigio: Mefistofele, per punire un garzone negligente, lo divora in un boccone per poi farlo riapparire sano e salvo in un secchio della spazzatura; si rivolge poi a Ruprecht, offrendogli di alleviare la sua tristezza: in cambio il giovane farà loro da guida nelle strade della città.

### Atto quinto
Mefistofele e Faust accompagnano Ruprecht al convento dove si è nascosta Renata, perché assista alla sua consacrazione. La madre superiora, preoccupata dagli inquietanti avvenimenti che hanno cominciato a verificarsi al suo arrivo, ne chiede conto a Renata, la quale nega di essere vittima degli spiriti maligni e insiste nel voler farsi monaca. Durante la cerimonia, tuttavia, alcune consorelle manifestano i segni di una possessione demoniaca, tanto da richiedere l'intervento di un inquisitore. La giovane afferma di essere accusata ingiustamente e inveisce contro l'inquisitore. A poco a poco tutte le monache e la stessa Renata diventano prede del diavolo e si esibiscono in una grottesca danza infernale, alla quale assiste anche Ruprecht in compagnia di Faust e Mefistofele. Il giovane vorrebbe correre in aiuto di Renata, ma è trattenuto da Mefistofele. Non riuscendo a esorcizzare le forze del male, l'inquisitore accusa Renata di aver avuto rapporti carnali con il diavolo, e la fanciulla viene arsa viva sul rogo.

## Analisi
L'angelo di fuoco segna un punto fermo nella produzione musicale di Prokof'ev. L'opera è indicativa non solo del definitivo interesse "storico" del musicista, che prevarrà su quello, se pure importante, "favolistico", ma soprattutto denota un'importante mediazione fra l'origine ottocentesca della sua musica e il modernismo. Il compositore riesce infatti a conciliare nel suo lavoro un ampliamento dell'armonia con una concezione più tradizionale della tonalità.
L'opera inizia senza alcuna introduzione con l'incontro dei due protagonisti ed è costruita con scene indipendenti, legate fra di loro solo dalla musica. Elemento dominante è Renata, la cui presenza pressoché incessante in scena ne fa praticamente l'unica vera protagonista; la sua vocalità esasperata caratterizza uno dei ruoli più impegnativi nella storia dell'opera. La drammaticità del lavoro è sottolineata da un costante uso del declamato e dalla violenza fonica sia nella difficile parte vocale di Renata, sia in diversi momenti orchestrali. L'ambivalenza dell'opera, sempre in bilico fra ragione e follia, fra realtà e magia, fra bene e male, è costruita da Prokof'ev con uno sviluppo musicale che alterna momenti di grande lirismo e tensione emotiva ad altri in cui l'ostinazione ritmica, il recitativo e il declamato ottengono un vero e proprio effetto ossessivo.
Caratteristico de L'angelo di fuoco è l'uso del leitmotiv, tanto da far parlare di un quiescente wagnerismo. I motivi, sempre brevi, caratterizzano i personaggi e sono essenzialmente tre: il tema emotivo di Renata, quello di Ruprecht, più incisivo, e quello delle presenze malefiche, ostinato. In Prokof'ev però non sono temi conduttori, ma evocazioni che sottolineano i personaggi e richiamarli serve a riportare l'attenzione e l'emozione dell'ascoltatore agli avvenimenti, coinvolgendolo con incisività. Indicativa è l'enunciazione del motivo di Renata con un fortissimo orchestrale sottolineato da dissonanze deformanti nell'epilogo, con la drammatica condanna pronunciata dall'Inquisitore. Non mancano, tuttavia, in quest'opera, come d'altra parte in molte altre di Prokof'ev, momenti grotteschi e farseschi, se non addirittura caricaturali, come nella scena dello scherzo diabolico operato da Faust nell'osteria.
Soltanto dopo la sua tardiva rappresentazione pubblico e critica scoprirono come la musica di Prokof'ev avesse creato un realismo romantico che riusciva a fondere, in modo mirabile, modernismo e tradizione, facendo de L'angelo di fuoco il capolavoro teatrale del compositore.

## Organico orchestrale
Tre flauti (secondo e terzo anche ottavino), due oboi, corno inglese, due clarinetti, clarinetto basso, tre fagotti (terzo anche controfagotto), quattro corni, tre trombe, tre tromboni, basso tuba, timpani, grancassa, tamburo militare, piatti, tam-tam, castagnette, tamburo, triangolo, campane, due arpe, archi.